# Mitrofanówka
Mitrofanówka – dawna wieś. Tereny, na których leżała, znajdują się obecnie na Litwie, w okręgu wileńskim, w rejonie wileńskim, w gminie Podbrzezie.
Współcześnie część kolonii Żemojtele.
Na terenie dawnej Mitrofanówki znajduje się staroobrzędowa cerkiew św. Mikołaja z 1928.

## Historia
W XIX i w początkach XX w. położona była w Rosji, w guberni wileńskiej, w powiecie wileńskim, w gminie Podbrzezie. Po I wojnie światowej pod administracją polską, w Zarządzie Cywilnym Ziem Wschodnich. W latach 1920–1922 w składzie Litwy Środkowej.
Od 11 kwietnia 1922 leżała w Polsce, w województwie wileńskim, w powiecie wileńsko-trockim, w gminie Podbrzezie. W 1931 miejscowość liczyła 196 mieszkańców, zamieszkałych w 36 budynkach.
Po II wojnie światowej w granicach Związku Sowieckiego. Od 1991 na niepodległej Litwie.